# Département de la sécurité publique et des services correctionnels de Louisiane
Louisiana Department of Public Safety & Corrections

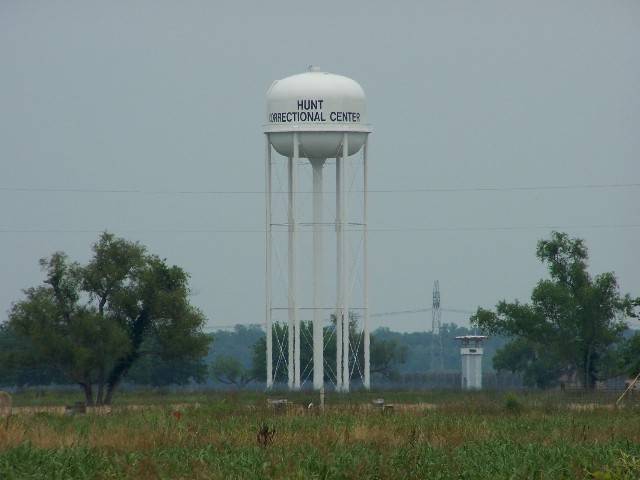
Centre correctionnel d'Elayn Hunt

Le département de la sécurité publique et des services correctionnels de Louisiane (en anglais : Louisiana Department of Public Safety & Corrections ou DPS&C) est un organisme d'application de la loi de l'État responsable de l'incarcération des détenus et de la gestion des installations des prisons d'État de l'État de Louisiane. L'agence, qui a son siège dans la ville de Baton Rouge, gère deux secteurs d'activité principaux principaux, d'une part les services de la sécurité publique et d'autre part les services correctionnels.
Le directeur général du département est le secrétaire qui est nommé par le gouverneur de la Louisiane. Le secrétaire adjoint, le sous-secrétaire et les secrétaires adjoints des services correctionnels du Bureau des services aux adultes et du Bureau du développement de la jeunesse relèvent directement du secrétaire.
Les services administratifs du siège du DPS&C sont constitués de divisions centrales qui fournissent un soutien dans la gestion et les opérations des établissements pour adultes et mineurs, des bureaux de probation et de libération conditionnelle pour adultes et mineurs de district, ainsi que de tous les autres services assurés par le département.
La Louisiane constitue une exception significative (en) en termes de taux d'incarcération aux États-Unis, pays qui dispose déjà de l'un des taux d'incarcération les plus élevés de tous les pays du monde, puisque l'État dispose d'un taux d'incarcération (incluant les détenus en attente de jugement) supérieur à 1 000 pour 100 000 habitants, ce qui correspond au taux d'incarcération le plus élevé que n'importe quel pays du monde à l'exception du Salvador.

## Fonctionnement du département
Les trois principales divisions (les services correctionnels, le bureau de la justice des mineurs (en) et les services de sécurité publique) fonctionnent et rendent compte au gouverneur de la Louisiane séparément, même s'ils relèvent du même département selon la Constitution de la Louisiane (en).
Le secrétaire est responsable du fonctionnement du département et du contrôle de tous les programmes qu'il réalise. Il définit l'organisation du département ainsi la politique concernant la gestion, le personnel et l'ensemble des opérations. Il dirige le personnel chargé de mener à bien le travail de l'agence[réf. nécessaire].
Le secrétaire adjoint, qui relève du bureau du secrétaire, est responsable des tâches et fonctions spéciales assignées par le secrétaire, tels que le pilotage de l'Initiative pour les enfants, la coordination et la gestion de la réponse du département en matière de cellules d'aide psychologique lors d'incident graves, ainsi que le soutien et la facilitation du processus du comité d'examen des risques. Le secrétaire adjoint du ministère de la Sécurité publique fait office de surintendant de la police de l'État de Louisiane[réf. nécessaire].
D'autres hauts-fonctionnaires pilotent également des projets à long et à court terme[réf. nécessaire].
Des services sont également rattachés au bureau du secrétaire :
- la division des services juridiques (en anglais : Legal Services Division)
- le bureau des services aux victimes d'actes criminels (en anglais : Crime Victims Services Bureau)

Depuis 2017, James M. LeBlanc est le secrétaire du département.

## Organisation du département
Le département est constitué de plusieurs services :
- le bureau de la gestion et des finances (en anglais : Office of Management and Finance)
- le bureau des services aux adultes (en anglais : Office of Adult Services ou OAS)
- le bureau de développement de la jeunesse (en anglais : Office of Youth Development ou OYD)
- la division des services à la jeunesse (en anglais : Division of Youth Services ou DYS)
- la division de probation et de libération conditionnelle pour adultes (en anglais : Division of Probation and Parole-Adult)
- la division des entreprises pénitentiaires (en anglais : Prison Enterprises Division ou PE)
- la commission des grâces (en anglais : Board of Pardons) dont les cinq membres sont nommés par le gouverneur de Louisiane
- la commission des libérations conditionnelles (en) (en anglais : Board of Parole) dont les sept membres sont nommés par le gouverneur de Louisiane[5]

## Services de la sécurité publique
Le chef du département des services de la sécurité publique de Louisiane (LADPS) est le secrétaire à la sécurité publique et aux services correctionnels. Il existe plusieurs divisions, dont le Bureau de la gestion et des finances, la Louisiana Highway Safety Commission (en), le Louisiana Oil Spill Coordinator's Office (en) (LOSCO) et la Louisiana State Police.
Le LOSCO est créé en 1991 à la suite de la loi sur la pollution par les hydrocarbures de 1990.

### Police de l'État de Louisiane (enanglais:Louisiana State Police)
Le surintendant (en anglais : Superintendent) de la police de l'État de Louisiane est également d'office secrétaire adjoint des services de la sécurité publique, et encadre plus de 2 600 agents. À compter du 8 janvier 2024, Robert P. Hodges remplace le colonel sortant Lamar Davisen tant que 27e surintendant de la police de l'État de Louisiane et secrétaire adjoint des services de sécurité publique, .
Les services de la sécurité publique comprennent également le Bureau des véhicules automobiles (en anglais : Office of Motor Vehicles), les agents chargés de l'application de la loi relevant du département de la Sécurité publique, le bureau du Fire Marshall de l'État (en anglais : Office of State Fire Marshal), la Commission du gaz de pétrole liquéfié (en anglais : Liquefied Petroleum Gas Commission), le Bureau des affaires juridiques (en anglais : Office of legal affairs) et le Conseil de contrôle des jeux de Louisiane (en anglais : Louisiana Gaming Control Board).

### Division de patrouille de la police de l'État de Louisiane (enanglais:Louisiana State Police Patrol Division)
Les services de sécurité des transports (en anglais : Transportation Safety Services ou TSS), positionné au sein de la division de patrouille de la Louisiana State Police, sont constitués de plusieurs services :
- la division de l'application des lois sur les véhicules commerciaux (en anglais : Commercial Vehicle Enforcement Division), qui comprend :
  - l'unité de sécurité des transporteurs routiers (en anglais : Motor Carrier Safety Unit),
  - l'unité de remorquage et de récupération (en anglais : Towing and Recovery Unit),
  - l'unité d'inspection des véhicules automobiles (en anglais : Motor Vehicle Inspection Unit)
- la division de l'application des lois sur les véhicules commerciaux (en anglais : Commercial Vehicle Enforcement Division)[11].

## Services correctionnels
Les services correctionnels (nommés en anglais : Department of Corrections) sont responsables de l'incarcération des détenus adultes pour toute la Louisiane. En 2011, environ 19 000 des 37 000 détenus de Louisiane étaient incarcérés dans les 13 établissements pénitentiaires gérés par l'État. Le reste des détenus incarcérés sont affectés dans des établissements paroissiaux. Les prisons de l'État n'ont cependant pas la capacité d'héberger toutes les personnes condamnées en vertu de la loi de l'État, ce qui nécessite que l'État rembourse les gouvernements locaux qui hébergent les prisonniers condamnés à des peines prononcées au niveau de l'État.
Depuis sa création, le département de la sécurité publique et des services correctionnels de Louisiane a perdu 12 agents suite à des décès dans l'exercice de leurs fonctions, les deux derniers étant dus au COVID-19.

### Histoire
En 1835, le premier pénitencier de l'État de Louisiane, surnommé The Wall (en français : « le Mur ») est construit à Baton Rouge, à l'angle de la 6e rue et de Laurel Street. En 1844, le pénitencier, incluant les détenus qui y sont incarcérés, est loué à la société privée McHatton Pratt and Company. Les troupes de l'Union occupent le pénitencier pendant la guerre de Sécession et, en 1869, le bail est attribué à un ancien major confédéré nommé Samuel James. Le major James dirige le système correctionnel de Louisiane pendant les 31 années suivantes.
Entre 1901 à 1916, les services correctionnels sont gérés par le Board of Control, un comité composé de trois membres nommés par le gouverneur de la Louisiane. L'une des premières mesures prises par le nouveau conseil est l'achat de la plantation d'Angola, un terrain de 8 000 acres (32,37 km2). De nouveaux camps sont construits et de nombreux nouveaux agents de sécurité ont été embauchés pour constituer ce qui devient le nouveau pénitencier de l'État de Louisiane, désormais surnommé « Angola ».
En 1916, les autorités suppriment le Board of Control et nomme à sa place un directeur général au pénitencie, du nom de Henry L. Fuqua. Dès sa nomination, il licencie presque tout le personnel d'Angola et nomme à sa place des détenus sélectionnés comme en tant que « gardien de confiance (en) ». Il acquiert également 10 000 acres (40,47 km2) de terrain, faisant ainsi passer la superficie du pénitencier à 18 000 acres (72,84 km2).
En 2010, l'agence a annoncé qu'elle pourrait vendre certains établissements dont elle a la charge afin de récupérer des fonds.

### Organisation
Les détenus de sexe masculin de toutes les paroisses entrent dans le système géré par le département via le Hunt Reception and Diagnostic Center (HRDC) du centre correctionnel d'Elayn Hunt.
L'institut correctionnel pour femmes de Louisiane (LCIW) est la seule prison d'État de Louisiane abritant des délinquantes, et l'établissement héberge des femmes de tous niveaux de sécurité, y compris des détenues condamnées à mort. Les femmes entrent dans le système DOC via le Centre d’Accueil et de Diagnostic des Femmes (en anglais : Female Reception and Diagnostic Center - FRDC)[réf. nécessaire].
La chambre d'exécution (en) de l'État est installée dans  pénitencier de l'État de Louisiane[réf. nécessaire].
Les détenus ayant besoin de soins médicaux qui nécessitent plus que des soins de santé standards sont transférés à la Division des services de soins de santé du Centre des sciences de la santé (en anglais : Health Sciences Center Health Care Services Division) de l'Université d'État de Louisiane. Des soins psychiatrique pour hommes hospitalisés sont dispensés au pénitencier de l'État de Louisiane et au centre correctionnel Elayn Hunt. Des soins psychiatriques en milieu hospitalier pour les femmes sont dispensés dans l'institut correctionnel pour femmes de Louisiane.

### Installations

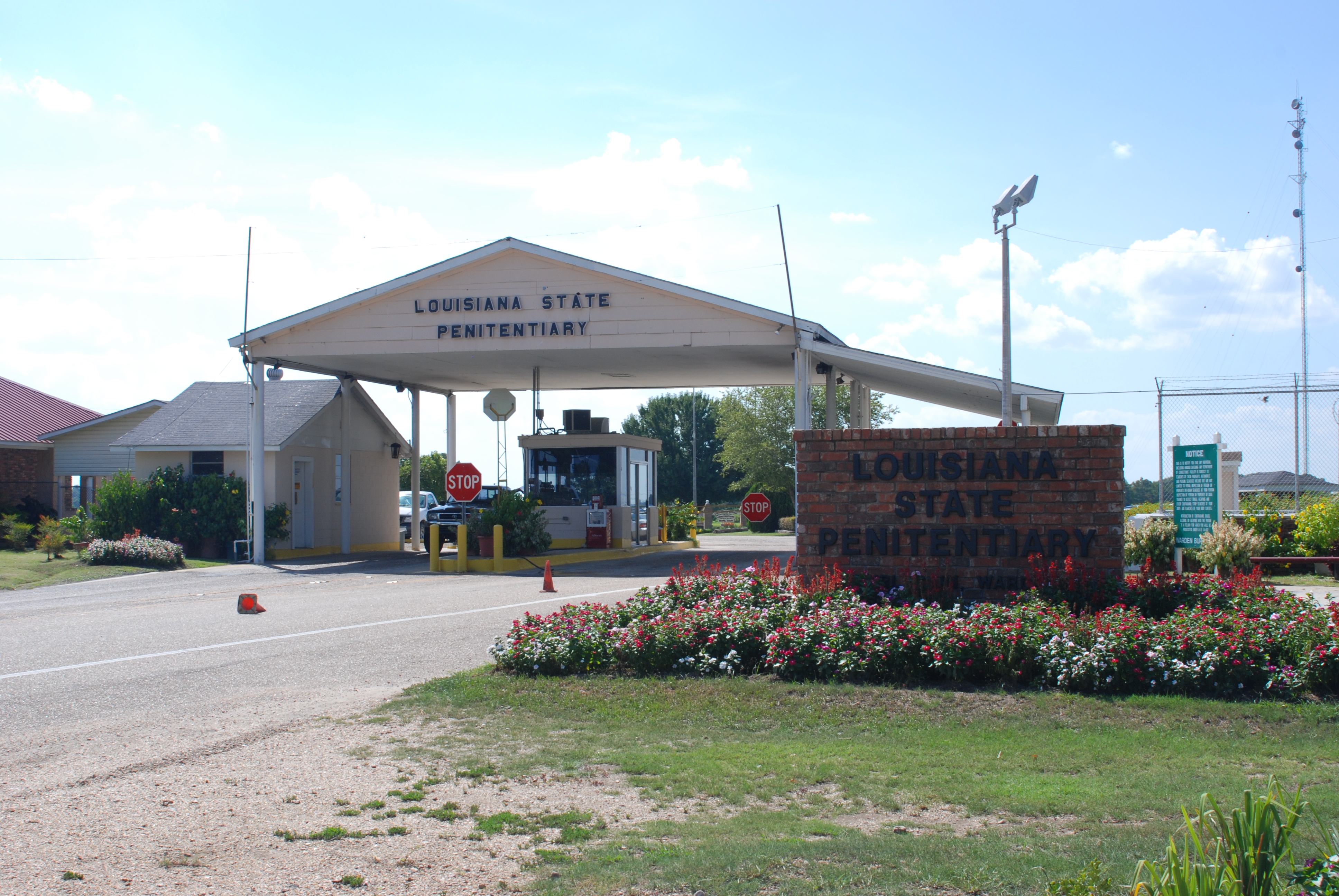
Pénitencier de l'État de Louisiane

Le département assure la gestion de 13 établissements pénitentiaires et correctionnels (en) répartis dans tout l'État.
Le département assurait également auparavant de la prise en charge des mineurs détenus. Les centres pour mineurs gérés par le département comprenaient:
- Bridge City Centre for Youth (BCCY) - Bridge City, paroisse de Jefferson non constituée en société [18]
- Centre Louis Jetson pour la jeunesse (JCCY) - paroisse non constituée en société d'East Baton Rouge, près de Baton Rouge et Baker [18]
- AL "Red" Swanson, Sr. Centre for Youth (SCCY, plus tard SCCY-MON) - Monroe [18],[19]
- Unité paroissiale de Swanson Madison (SCCY-M, plus tard SCCY-MAD) - Tallulah [18]

En 2004, le système pour mineurs est dissocié du système gérant les adultes, les établissements pour mineurs étant gérés par le bureau de la justice des mineurs de Louisiane (en).